# 尼纳
尼纳（英语：Nenagh/niːˈnɑː/；爱尔兰语：Aonach Urmhumhan），是爱尔兰蒂珀雷里郡的一个城镇，位于该郡北部。总人口7995（2011年）。该城镇为蒂珀雷里郡郡治，也是蒂珀雷里郡第二大城镇。